# Bloglines
Bloglinesはウェブベースのフィードリーダーで、RSSおよびAtom形式で配信されているウェブ上のフィードを閲覧するツールである。

## 概要
ONElist社の前CEOであったマーク・フレッチャー (Mark Fletcher) が2003年にサイトを立ち上げ、2005年2月にAsk.comに買収された。
2007年7月23日には、BloglinesはiPhone対応版をリリースした。さらに同年8月27日には、購読フィードのツリーUI上でドラッグ&ドロップしたり、初期ページをカスタマイズできるなどの新機能を追加したベータ開発版をリリースした。
Bloglinesは外部ソフトウェア用のAPIも提供しており、外部からフィードを読み込んだり、エントリデータベースを検索したり、ブログの更新を通知したりできる。

## 受賞
- Time Magazine誌による、2004年上位50ウェブサイト[3]
- 2005年のSearch Engine Watch Awardsにおいて、最優秀ブログ/フィード検索エンジン (Best Blog/Feed Search Engine)を受賞[4]
- BusinessWeek誌による、Best of the New Web[5]